# Omięk powolny
Omięk powolny (Lagria hirta) – gatunek chrząszcza z rodziny czarnuchowatych i podrodziny omiękowatych.

## Morfologia

### Owad dorosły
Ciało długości 7-10 mm. Ubarwienie ciała czarne, pokryw żółte lub żółtobrunatne. Głowa kulista z dużymi oczami. Przedplecze rzadko i grubo punktowane, prawie tak długie jak szerokie przy nasadzie, pozbawione podłużnego obszaru gładkiego. Epipleury pokryw na wysokości czwartego sternitu odwłoka są węższe niż szerokość goleni tylnych odnóży, czym gatunek ten różni się od L. atripes. Samiec smuklejszy, o przestrzeni między oczami bardzo wąskiej, a ostatnim członie czułków trzykrotnie dłuższym od poprzedniego. Samica szersza, o odległości między oczami większej, a ostatnim członie czułków dwukrotnie dłuższym niż przedostatni.

### Larwa
Świeżo wylęgnięte larwy są kremowe, po dwóch dniach stają się ciemnobrunatne. Ciało mają walcowate, nieco spłaszczone, gęsto owłosione. Larwa tego gatunku różni się od L. atripes wyrostkami dziewiątego segmentu odwłoka, które są u niej ostro zakończone i rozchodzące się.

## Biologia i ekologia
Owad ten zasiedla lasy liściaste i mieszane, polany i parki, preferując stanowiska wilgotne. Cykl rozwojowy jest dwuletni. Samice składają jaja na próchniczą glebę lub pod szczątki roślin. Larwy odżywiają się martwymi, opadłymi liśćmi i innym butwiejącym materiałem roślinnym. Żyją w endosymbiozie z bakteriami. W Polsce dorosłe spotyka się od połowy maja do jesieni, najliczniej do lipca.

## Rozprzestrzenienie
Chrząszcz podawany z całej Europy, z wyjątkiem skrajnej północy. Poza Europą znany z Turcji, Cypru, Izraela, Syberii wschodniej i zachodniej, Kazachstanu, Turkmenistanu, Uzbekistanu, Tadżykistanu, Iraku i Iranu. W Polsce w całym kraju, pospolitszy na południu.